# AKS-452
AKS-452 یکی از انواع واکسن کووید-۱۹ است که توسط آکتون بیوساینس ساخته شده است.